# Holt, Schleswig-Flensburg
Holt là một đô thị thuộc huyện Schleswig-Flensburg, trong bang Schleswig-Holstein, nước Đức. Đô thị Holt, Schleswig-Flensburg có diện tích 13,42 km², dân số thời điểm 31 tháng 12 năm 2006 là 188 người. 